# Dorfkirche Galenbeck

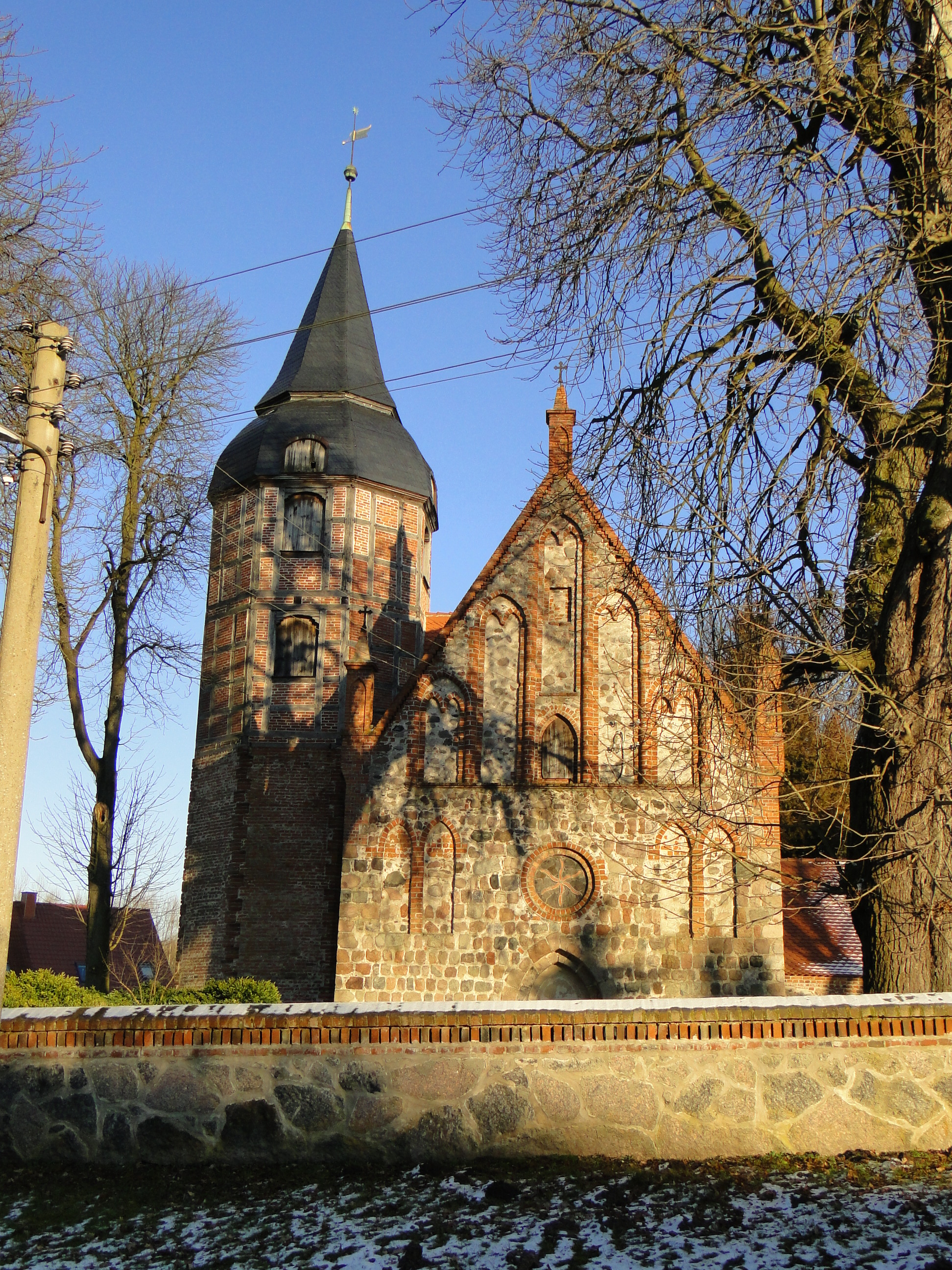
Dorfkirche Galenbeck

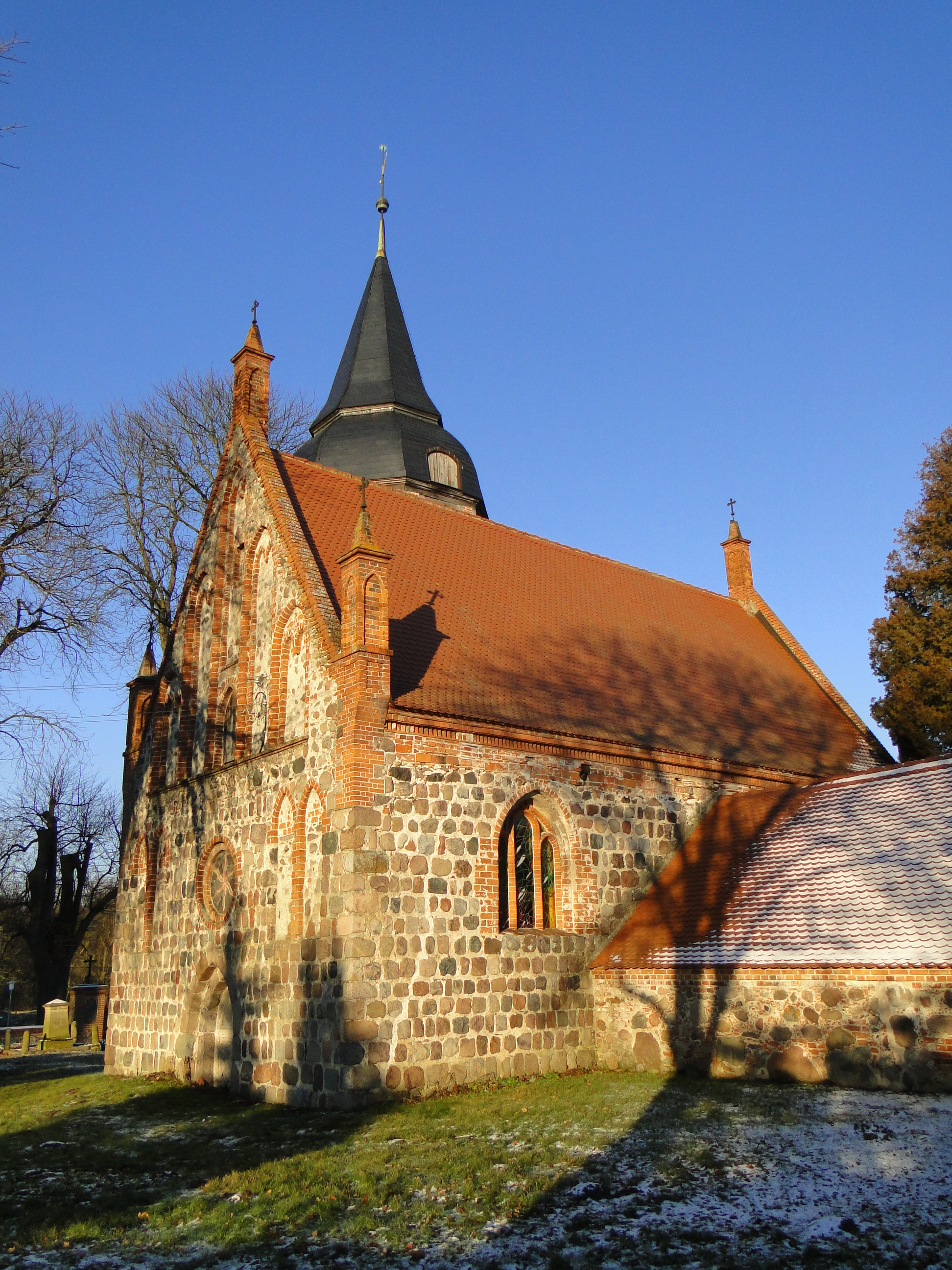
Südwestansicht

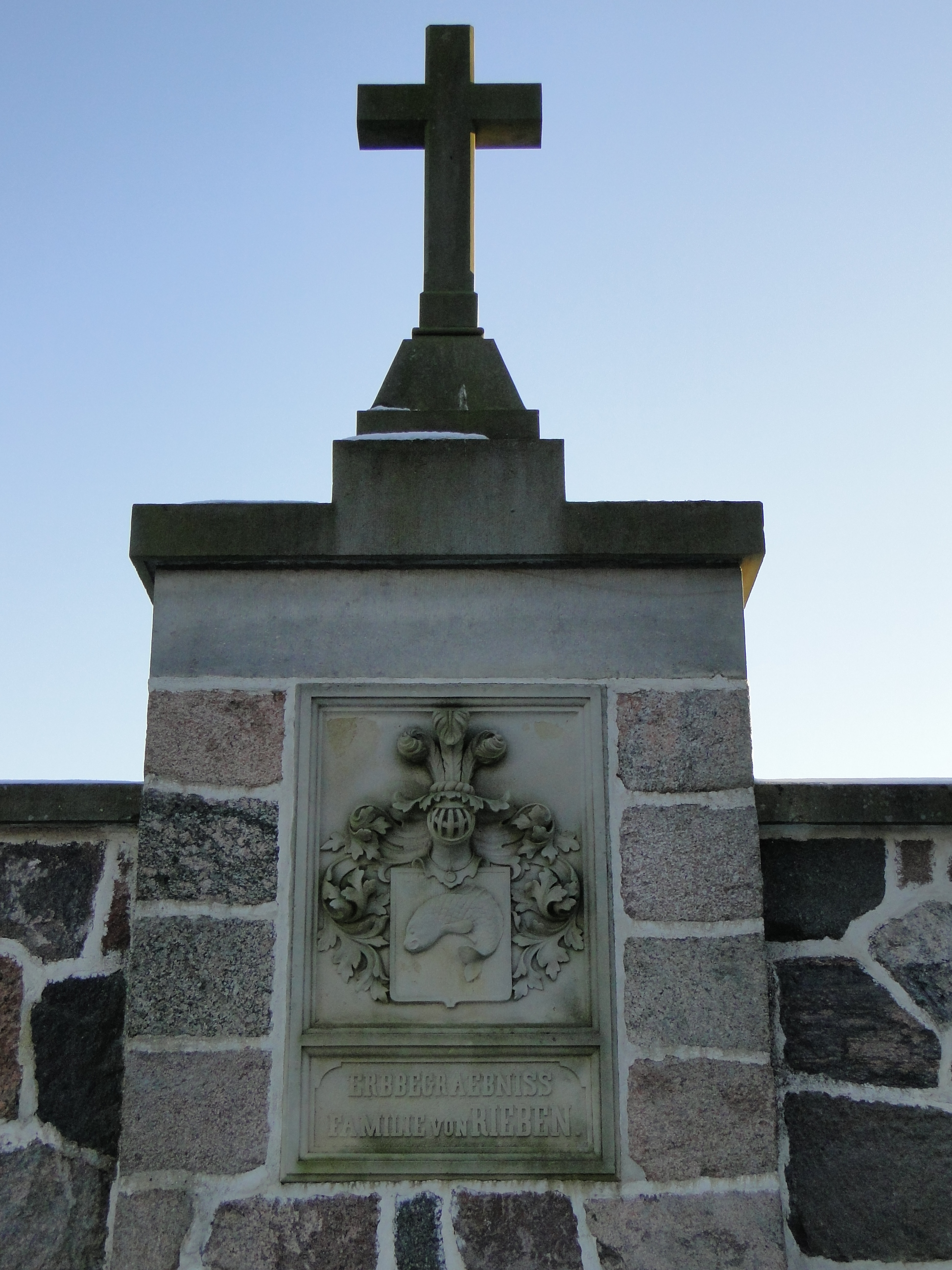
Grabdenkmal der Familie von Rieben

Die evangelische Dorfkirche Galenbeck ist eine gotische Saalkirche in Galenbeck im Landkreis Mecklenburgische Seenplatte in Mecklenburg-Vorpommern. Sie gehört zur Kirchgemeinde Schwichtenberg/Gehren in der Propstei Neustrelitz der Evangelisch-Lutherischen Kirche in Norddeutschland (Nordkirche).

## Geschichte und Architektur
Die rechteckige Saalkirche aus Feldsteinmauerwerk von drei Jochen mit gebusten Kreuzrippengewölben stammt aus der ersten Hälfte des 14. Jahrhunderts. Der Dachstuhl wurde nach dendrochronologischer Untersuchung um 1743 (d) erneuert. An Fenstern und Blenden wurde Backstein verwendet. Die Westfassade wird durch ein abgetrepptes Feldsteinportal und ein Rundfenster darüber akzentuiert, die seitlichen Zwillingsblenden und die gestaffelten Spitzbogenblenden im Giebel sind aufwändig gestaltet. Entsprechende Blendenpaare fassen auch die rundbogig veränderten Fenster auf der Nord- und ursprünglich auch an der Südseite ein, im Osten ist ein großes Spitzbogenfenster angeordnet.
Der für die Region ungewöhnlich angeordnete, mächtige achteckige Turm steht auf der Mitte der nördlichen Längsseite. Er ist dem Nordportal mit dem Allianzwappen derer von Rieben-von Münchow vorgebaut und zeigt über dem Sockelgeschoss mit Eckrustizierung zwei Fachwerkobergeschosse mit geschweifter Haube.
1762 wurde ein quadratischer Gruftanbau mit vier Kreuzgratgewölben über einer Mittelsäule an der Südseite vorgebaut. 1847 wurden die Giebelfialen hinzugefügt sowie Fenster und Maßwerk teilweise erneuert.
In den Jahren 1995–1997 wurde die Kirche nach schweren Schäden am Dach mit Unterstützung durch die Deutsche Stiftung Denkmalschutz restauriert.

## Ausstattung
Die einheitliche hölzerne Ausstattung stammt aus der Mitte des 18. Jahrhunderts. Sie besteht aus einem Kanzelaltar mit einem hohen säulenflankierten Aufbau und Gehege, dem geschlossenen Pastoren- und Patronatsgestühl mit einer vorgestellten Säulengliederung sowie dem Kastengestühl und einer ausschwingenden Orgelempore.
Die Orgel ist ein Werk von Ernst Sauer aus der Zeit um 1850 mit fünf Registern auf einem Manual mit angehängtem Pedal. Sie ist nicht spielbar, fast alle Metallpfeifen und die Pedalklaviatur fehlen.
Ein Lesepult wurde im 18. Jahrhundert gefertigt, ebenso ein silbervergoldeter Kelch mit Patene. Ein Leuchterpaar aus Zinn stammt aus dem Jahr 1658. Eine Glocke wurde 1410 gegossen, eine weitere aus dem Jahr 1722 stammt von Michael Begun aus Friedland.
Auf dem Friedhof befindet sich die Erbbegräbnisstätte derer von Rieben.